# 15202 Yamada-Houkoku
15202 Yamada-Houkoku (1977 EM5) là một tiểu hành tinh vành đai chính được phát hiện ngày 12 tháng 3 năm 1977 bởi H. Kosai và K. Hurukawa ở Trạm Kiso thuộc Đài thiên văn Tokyo.